# Apollon et Python
Apollon et Python est une peinture à l'huile de 1811 de l'artiste anglais William Turner. Combinaison de paysage et de peinture mythologique, il représente l'ancien mythe grec de Python, un serpent géant en combat contre Apollon. Turner interprète ce meurtre comme un triomphe du Bien sur le Mal, la lumière surmontant les ténèbres. Un serpent plus petit, émergeant de la blessure du dragon, pourrait suggérer une bataille en cours entre ces forces, rappelant au spectateur que cette victoire n'est pas définitive. 
Le tableau a été exposé à l'Exposition d'été de la Royal Academy of Arts à Somerset House. Aujourd'hui, le tableau fait partie de la collection de la Tate Britain à Pimlico, après avoir fait partie du legs Turner de 1856.